# K-pop Star
K-pop Star (en hangul, K팝스타) es un programa de talentos surcoreano  emitido por Seoul Broadcasting System desde su estreno el 4 de diciembre de 2011 y se ha prolongado por cinco temporadas. Es presentado por la cantante Yura, que es integrante de la banda Girl's Day. El programa forma parte de la sección Buen Domingo de SBS, como lo es también Running Man.
La trama del programa se basa en encontrar la próxima estrella de K-Pop con audiciones en diferentes países. El ganador del espacio tiene la opción de debutar bajo su elección en cualquiera de las tres principales discográficas del país, S.M., YG o JYP, adicionalmente de ganar 300 millones de Won y un automóvil.

## Jueces
- Yang Hyun Suk (2011-): CEO de YG Entertainment, famoso cantante durante la década de 1990, por pertenecer a la boy band Seo Taiji & Boys, una de las pioneras en la difusión en aquel entonces del naciente K-Pop.
- Park Jin Young (2011-): Productor ejecutivo y fundador de JYP Entertainment, debutó en 1992 en la boy band Park Jin Young Gwa Sinsedae.
- BoA (2011-2012): Cantante de SM Entertainment y celebridad famosa en Asia.
- Yoo Hee Yeol (2013-): Cantante de Antenna Music, compositor y pianista, tiene su propio programa en KBS 2TV llamado Yoo Hee Yeol's Sketchbook.

## Temporadas
| No. | Inicio                  | Final               | Ganador(a)      |
| --- | ----------------------- | ------------------- | --------------- |
| 1   | 4 de diciembre de 2011  | 29 de abril de 2012 | Park Ji Min     |
| 2   | 18 de noviembre de 2012 | 14 de abril de 2013 | Akdong Musician |
| 3   | 24 de noviembre de 2013 | 13 de abril de 2014 | Bernard Park    |
| 4   | 23 de noviembre de 2014 | 19 de abril de 2015 | Katie Kim       |
| 5   | 22 de noviembre de 2015 | 10 de abril de 2016 | Lee Soo Jung    |

## Emisión internacional
- Malasia: One TV Asia.[9]

## Versiones
- China: C-pop Star (en chino: 中国星力量) por Shandong TV en 2013.